# Рок-Гауз (Аризона)
Рок-Гауз (англ. Rock House) — переписна місцевість (CDP) в США, в окрузі Гіла штату Аризона. Населення — 10 осіб (2020).

## Географія
Рок-Гауз розташований за координатами 33°37′50″ пн. ш. 110°56′28″ зх. д. / 33.63056° пн. ш. 110.94111° зх. д. (33.630654, -110.941078).  За даними Бюро перепису населення США в 2010 році переписна місцевість мала площу 1,66 км², з яких 1,57 км² — суходіл та 0,08 км² — водойми.

## Демографія
Згідно з переписом 2010 року, у переписній місцевості мешкало 50 осіб у 29 домогосподарствах у складі 13 родин. Густота населення становила 30 осіб/км².  Було 42 помешкання (25/км²).
Расовий склад населення:
| - 96,0 % — білих - 2,0 % — корінних американців |

До двох чи більше рас належало 2,0 %. Частка іспаномовних становила 12,0 % від усіх жителів.
За віковим діапазоном населення розподілялося таким чином: 8,0 % — особи молодші 18 років, 60,0 % — особи у віці 18—64 років, 32,0 % — особи у віці 65 років та старші. Медіана віку мешканця становила 55,0 року. На 100 осіб жіночої статі у переписній місцевості припадало 117,4 чоловіків;  на 100 жінок у віці від 18 років та старших — 109,1 чоловіків також старших 18 років.
Цивільне працевлаштоване населення становило 0 осіб. 